# Transfesa
Transfesa, acrónimo de Transportes Ferroviarios Especiales, S.A., cuyo nombre legal es Transfesa Logistics, S.A., es una empresa ferroviaria filial de Deutsche Bahn con sede en España.

## Historia
Se fundó en 1943 por los hermanos Fernández López para el transporte de mercancías por ferrocarril, arrancando su actividad con 138 vagones de gran capacidad, comprados para el transporte de ganado. El objetivo de los hermanos Fernández López era abastecer de carne a las ciudades, en un momento de carestía de alimentos y dificultades de suministro, especialmente en las grandes urbes como Madrid y Barcelona; el ferrocarril ofrecía mayor rapidez y capacidad de carga que el transporte por carretera, y evitaba la pérdida de peso de los animales en el trayecto. El primer tren transportó 4500 cabezas de ganado desde Cañaveral hasta Barcelona y utilizó vagones adquiridos a la Alemania Nazi, poco antes de que se bloqueasen las relaciones comerciales entre ambos países.
Con posterioridad la empresa acometió otros transportes como el de cítricos desde el Levante español a la frontera francesa. Con el desarrollo realizado por técnicos de la compañía del sistema de cambio de ejes y su aplicación en la estación de Hendaya, Transfesa rompió el aislamiento ferroviario español, de manera que las mercancías pudieran cruzar la frontera sin necesidad de trasbordos, lo que reducía hasta en una semana el viaje de los cítricos españoles en su distribución por Francia, Alemania y otros países europeos. El sistema de cambio de ejes, hoy empleado por varias administraciones ferroviarias, se adelantó en una década a la solución propuesta por Patentes Talgo, el eje de rodadura desplazable.
Antes de comenzar la década de 1960, Transfesa poseía ya más de 2000 vagones de ejes intercambiables, preparados para viajar por toda Europa, y abrió oficinas y representaciones en diferentes países. En los años 1960, esas oficinas dan lugar a empresas filiales. Se convierte así, en la primera multinacional gallega, la primera que crea empresas participadas, con capital mayoritariamente gallego, en Francia, Reino Unido, Alemania, Suiza y Portugal. Antes de finalizar la década instaló una computadora IBM 280, por entonces la más potente del sector privado español.
Aunque Transfesa se constituyó en Badajoz, sus accionistas, los hermanos Fernández López, procedían de la aldea de Barreiros, en el municipio de Sarria (provincia de Lugo), donde aún existe la Granja de Barreiros, promovida por el mayor de los hermanos, Antonio. En Lugo son conocidos como los Hijos de Antón de Marcos. Fue la primera multinacional con capital gallego y el punto de partida de un conglomerado empresarial que abarcó sectores como el químico y la alimentación, con firmas como Pescanova, Zeltia, Frigolouro, Fontecelta y Corporación Noroeste, entre otras.
En 2007, tras un proceso de exclusión de la cotización de sus acciones en bolsa iniciado en el año 2000, la masa accionarial representada por Emilio Fernández Fernández, presidente y consejero delegado de la compañía, vendió un 51 % del capital al grupo alemán Deutsche Bahn AG (DB).
En 2022 realizó una ampliación de capital, tas la cual Deutsche Bahn Ibérica Holding aumentó su participación hasta el 84,03 %, quedando Renfe con el 10,94 % de las acciones.